# اختلاف وراثي

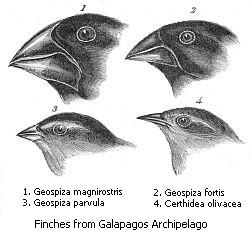

الاختلافات الوراثية  وهي حدوث اختلافات في السمات أو الصفات في الأعضاء من نفس النوع، أو ذات القرابة فيما بينها، وذلك نتيجة وجود اختلاف في الأليل، أي أشكال المورثات، وذلك كنتيجة لاختلاف في البنية الكيميائية للمورثة. يشار إلى هذا الاختلاف باسم الطفرة الوراثية.
في جمهرة الأنواع لا يوجد تطابق تام في فردين اثنين. بعض الاختلافات تكون موروثة، والتي تتناقل عبر الأجيال. تشمل الاختلافات حدوث تغيرات على النمط الظاهري من حيث التشريح والفيزيولوجيا، بالإضافة إلى حدوث اختلافات في السلوك.

## بين الأفراد ضمن التجمعات السكانية
يمكن تعريف الاختلاف الوراثي بين الأفراد ضمن تجمع سكاني على مستويات مختلفة. يمكن تعريف الاختلاف الوراثي من خلال الملاحظات على التباين في النمط الظاهر في الصفات الكمية (الصفات التي تتغير باستمرار والتي يتم ترميزها من قبل العديد من الجينات مثل طول الساق لدى الكلاب أو الصفات المنفصلة وهي السمات التي تندرج ضمن فئات منفصلة ويتم ترميزها من قبل جين أو عدد قليل من الجينات كاللون الأبيض أو الأحمر أو الوردي في بتلات بعض الزهور).
كما يمكن تحديد التباين الوراثي من خلال تحديد التباين على مستوى الأنزيمات والذي يتم عن طريق عملية تسمى الرحلان الكهربائي للبروتينات. تحوي الجينات متعددة الأشكال على أكثر من أليل واحد في كل موقع. نصف الجينات التي ترمز الأنزيمات في الحشرات والنباتات تكون متعددة الأشكال في حين أنها أقل شيوعاً لدى الفقاريات.
في نهاية المطاف، يحدث الاختلاف الوراثي بسبب اختلاف ترتيب الأسس النيكليوتيدية في الجينات. تتيح التكنولوجيا الحديثة حالياً المجال للعلماء بتحديد تسلسل الحمض النووي بشكل مباشر والذي تم عن طريقه تحديد اختلافات وراثية أكثر من التي تم تحديدها سابقاً عن طريق الرحلان الكهربائي للبروتينات. أظهر فحص الحمض النووي وجود اختلاف وراثي على مستوى المناطق المرمزة والإنترونات غير المرمزة من الجينات.
سوف يؤدي الاختلاف الوراثي إلى تباين على مستوى النمط الظاهر في حال أدى الاختلاف في ترتيب الأسس النيكليوتيدية إلى اختلاف في ترتيب الأحماض الأمينية في البروتينات المرمزة بواسطة تسلسل الحمض النووي وإن كانت الاختلافات في ترتيب الأحماض الأمينية ستؤثر على الشكل فإنها ستؤثر على وظيفة الأنزيم.

## بين التجمعات السكانية
الاختلاف الجغرافي يعني اختلافات وراثية بين التجمعات السكانية من منطقة إلى أخرى وهذا بسبب الانتقاء الطبيعي أو الانحراف الجيني.

## القياس
يقاس الاختلاف الوراثي ضمن التجمع السكاني عادةً باعتباره النسبة المئوية للمواقع الجينية التي تكون متعددة الأشكال أو النسبة المئوية للمواضع الجينية غير المتجانسة في الأفراد.

## الأشكال
يمكن تقسيم التباين الوراثي إلى أشكال مختلفة بناءً على حجم ونوع التباين الجيني الذي يقوم عليه التغير الوراثي. يسمل الاختلاف صغير النطاق في التسلسل الجيني (أقل من واحد كيلو قاعدة) استبدال زوج من الأسس النيكليوتيدية. في حين يمكن أن يكون الاختلاف كبير النطاق في التسلسل الجيني (أكثر من واحد كيلو قاعدة) إما اختلاف في عدد النسخ (فقد أو كسب) أو إعادة ترتيب الصبغيات (إزفاء، انقلاب الخ) . يستكمل الاختلاف الوراثي أو إعادة التركيب الناتجة عن العناصر الوراثية القابلة للنقل والفيروسات القهقرية الداخلية أحياناً عن طريق مجموعة متنوعة من الفيروسات الثابتة وتشوهاتها التي تولد الجدة الوراثية في الجينوم المضيف. يمكن أن يسبب الاختلاف العددي في الصبغيات الكاملة أو الجينومات إما تعدد أو اختلال في الصيغة الصبغية.

## الحفاظ على الاختلاف الوراثي في التجمع السكاني
تحافظ مجموعة مختلفة من العوامل على الاختلاف الوراثي في التجمعات السكانية. يمكن إخفاء الألائل المتنحية التي قد تكون ضارة عن الانتقاء الطبيعي في الأفراد متغايري الألائل ضمن تجمعات سكانية لكائنات ثنائية الصيغة الصبغية (يتم التعبير عن الألائل المتنحية في الأفراد وحيدي الألائل الأقل انتشاراً). يمكن أن يحافظ الانتقاء الطبيعي على الاختلاف الوراثي أيضاً في حالة تعدد الأشكال المتوازن والذي يحصل عند تفضيل ثنائيات الألائل أو عندما يعتمد الانتقاء على التواتر.

## اقرأ أيضاً
- وروثية
- علم الوراثة